# 5133 Phillipadams
5133 Phillipadams este un asteroid din centura principală de asteroizi.

## Descriere
5133 Phillipadams este un asteroid din centura principală de asteroizi. A fost descoperit pe 12 august 1990 la Siding Spring de Robert H. McNaught. Asteroidul prezintă o orbită caracterizată de o semiaxă mare de 2,71 ua, o excentricitate de 0,22 și o înclinație de 12,0° în raport cu ecliptica.